# Portugiesisch-singapurische Beziehungen
Die portugiesisch-singapurischen Beziehungen umfassen das zwischenstaatliche Verhältnis zwischen Portugal und Singapur. Seit 1980 unterhalten die beiden Staaten direkte diplomatischen Beziehungen.
Die Beziehungen gelten als gut, wichtigste Verbindungsglieder sind die Wirtschaftsbeziehungen und die Bemühungen beider Länder für die regionale und internationale Verständigung. Wichtigstes direktes Forum sind die Europäisch-Asiatischen Gipfeltreffen, auch die gegenseitigen Staatsbesuche auf höchster Ebene sind zu nennen.
Im Jahr 2016 waren 40 singapurische Staatsbürger in Portugal gemeldet, davon mit 14 die meisten im Großraum Lissabon. Im Jahr 2014 waren 522 Bürger im Konsulat der portugiesischen Botschaft in Singapur registriert.

## Geschichte

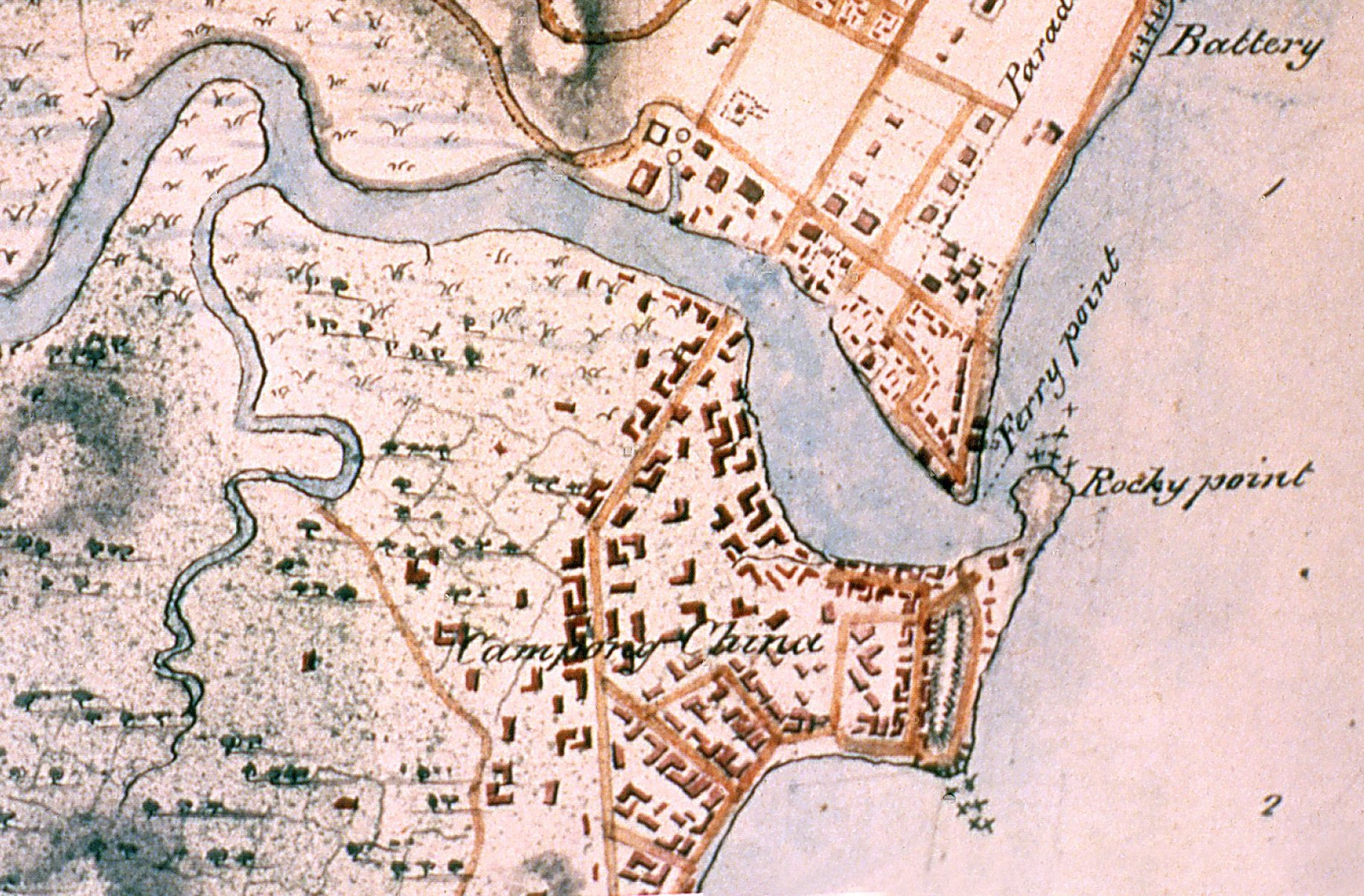
Britische Singapur-Karte von 1825: zur Zeit der portugiesischen Anwesenheit in der Straße von Malakka ab dem frühen 16. Jahrhundert war Singapur noch kein bedeutender Handelsplatz und stieg erst im 19. Jahrhundert unter den Briten auf

Seit der Eroberung Malakkas durch Afonso de Albuquerque 1511 stieg Portugal zur vorherrschenden Handelsmacht auch in der Straße von Malakka auf. Da Singapur damals jedoch noch kein bedeutender Handelsplatz war, ließen sich die Portugiesen hier nicht nieder.
Im 19. Jahrhundert kam Singapur unter britische Herrschaft. Nach vorübergehender japanischer Besatzung im Zweiten Weltkrieg und der späteren Föderation mit Malaysia ab 1962 folgte am 9. August 1965 schließlich die vollständige Unabhängigkeit Singapurs. Das koloniale Estado Novo-Regime in Portugal, verstrickt in die Portugiesische Kolonialkriege und außenpolitisch zunehmend isoliert, nahm zunächst keine Beziehungen zu dem neuen Stadtstaat auf.
Nach der portugiesischen Nelkenrevolution 1974 und dem folgenden Ende des portugiesischen Kolonialreichs 1975 richtete das nunmehr demokratische Portugal seine Außenpolitik neu aus. Am 24. August 1980 nahmen Portugal und Singapur diplomatische Beziehungen auf, am 20. Dezember 1980 wurde der portugiesische Botschafter in Bangkok als erster Vertreter Portugals in Singapur doppelakkreditiert.

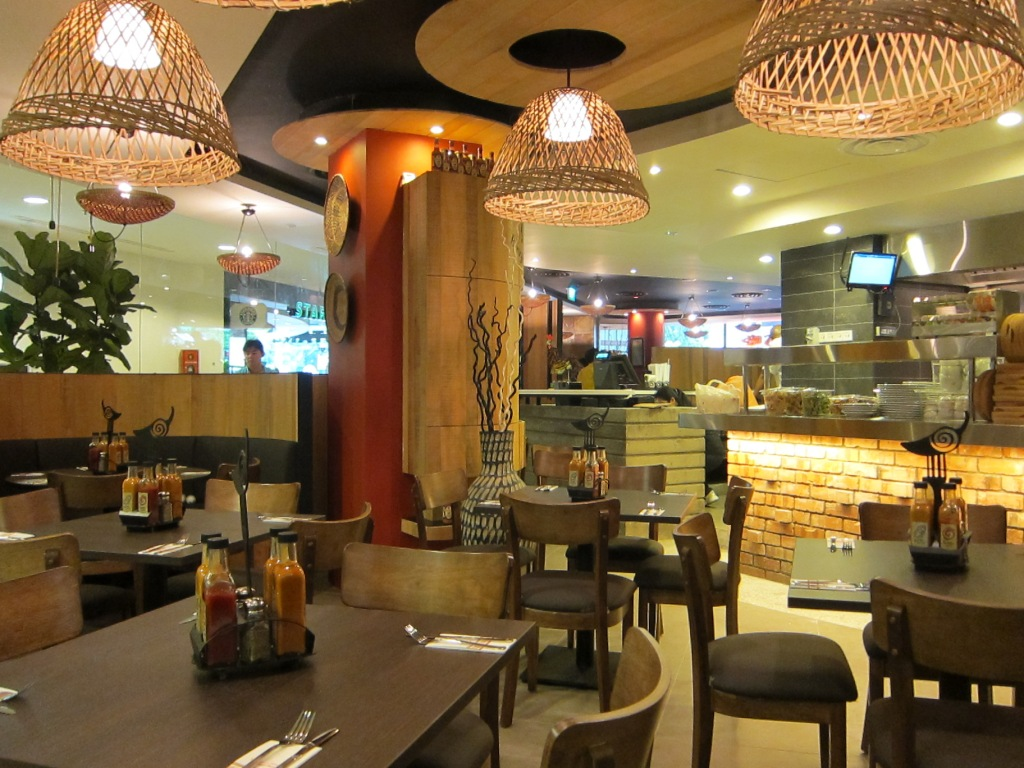
Filiale der portugiesischstämmigen Nando’s-Restaurantkette in Singapur: die Beziehungen zwischen Portugal und Singapur gelten heute als gut.

In den 1990er Jahren erlebten sowohl Portugal seit seinem EU-Beitritt (1986) als auch Singapur als einer der asiatischen Tigerstaaten eine beträchtliche Entwicklung. Im Zeichen ihrer wirtschaftlichen Expansion näherten sich beide Staaten an. Am 16. März 2001 trat ein erstes Abkommen zur gegenseitigen Verhinderung von Steuerflucht und Doppelbesteuerung in Kraft.
Singapurs wirtschaftliche Entwicklung wurde zunächst von der Südostasienkrise 1997 und dann von der SARS-Pandemie 2002/2003 gedämpft. Nach der Weltfinanzkrise ab 2007 kam auch in Portugal das Wachstum zum Stillstand. Am 14. Mai 2009 beschloss die portugiesische Regierung die Eröffnung der ersten portugiesischen Botschaft in Singapur, bevor das Land ab 2010  nach der Eurokrise in eine schwere Wirtschaftskrise geriet und sich danach nur langsam erholte.
Die Beziehungen intensivierten sich im Zeichen der wirtschaftlichen und politischen Bemühungen beider Länder danach weiter. Im August 2007 besuchte Singapurs Außenminister George Yeo Portugal,  im Februar 2009 kam Portugals Außenminister Luis Amado nach Singapur zum Gegenbesuch.
Portugals Staatspräsident Aníbal Cavaco Silva kam im Mai 2012 zum zweitägigen Staatsbesuch nach Singapur.
Am 28. Mai 2012 unterzeichneten beide Staaten in Singapur ein bilaterales Flugverkehrsabkommen und ein umfassendes Kooperationsabkommen in den Bereichen Bildung, Wissenschaft, Technologie, Hochschulen, Kultur, Kunst, Jugend, Sport und Medien. Eine ebenfalls dort vereinbarte Aktualisierung des vorherigen Doppelbesteuerungsabkommen trat am 26. Dezember 2013 in Kraft.
Im Mai 2014 kam Singapurs Präsident Tony Tan Keng Yam zum dreitägigen Staatsbesuch nach Portugal.
Singapurs Ministerpräsident Lee Hsien Loong und Präsident Tony Tan Keng Yam sprachen Portugals Ministerpräsident António Costa und Staatspräsident Marcelo Rebelo de Sousa stellvertretend ihr Beileid aus anlässlich der opferreichen Waldbrände in Portugal 2017.

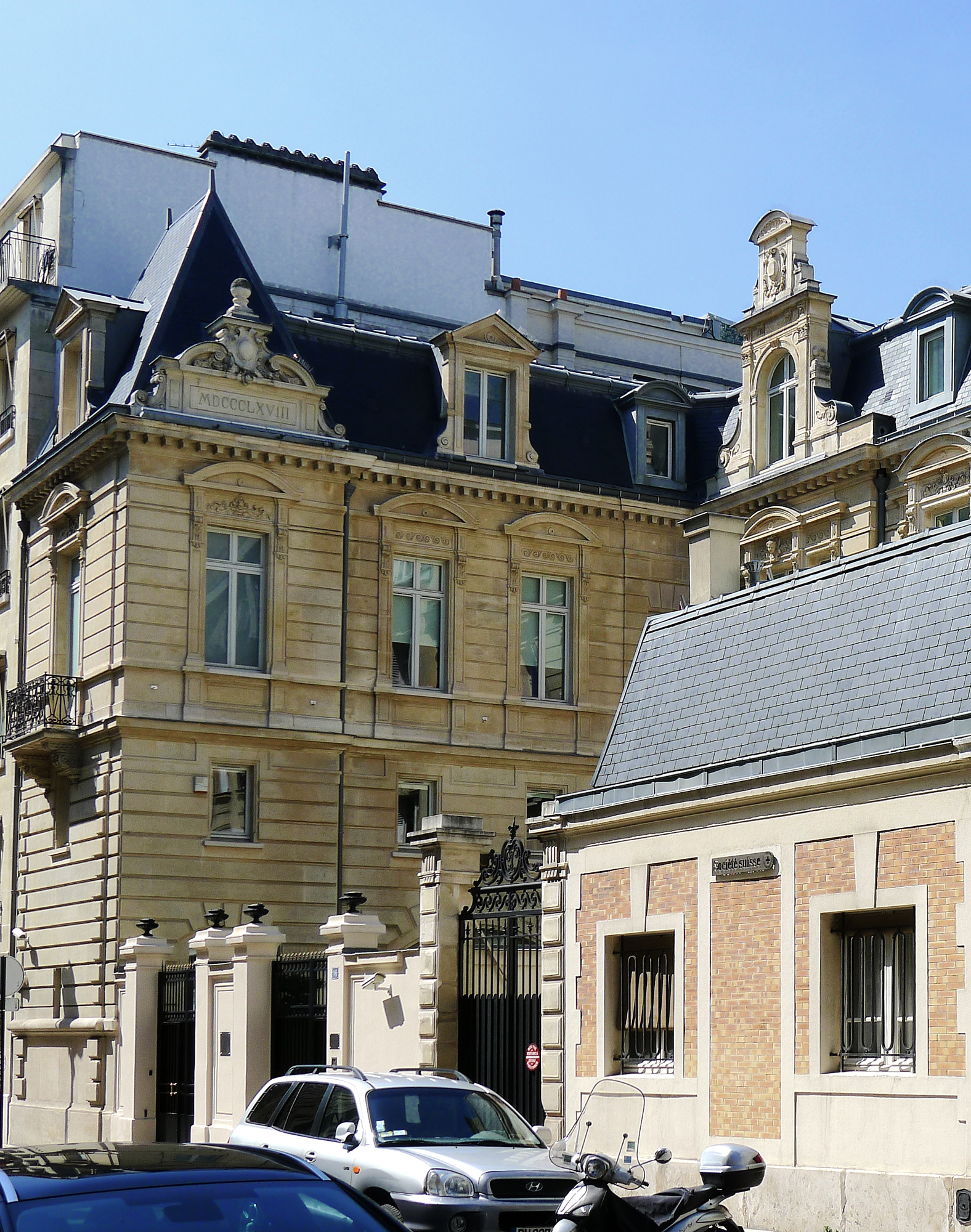
Die Botschaft Singapurs in Paris ist auch für Portugal zuständig. In Lissabon besteht ein Honorarkonsulat Singapurs.

## Diplomatie
Portugal unterhält eine Botschaft in Singapur. Ein zusätzliches Konsulat hat Portugal im Stadtstaat Singapur nicht eröffnet.
Singapurs Botschaft in Portugal ist unbesetzt, für das Land ist die singapurische Vertretung in Paris zuständig (Stand August 2019). Ein singapurisches Honorarkonsulat ist in der portugiesischen Hauptstadt Lissabon eingerichtet.

## Wirtschaft

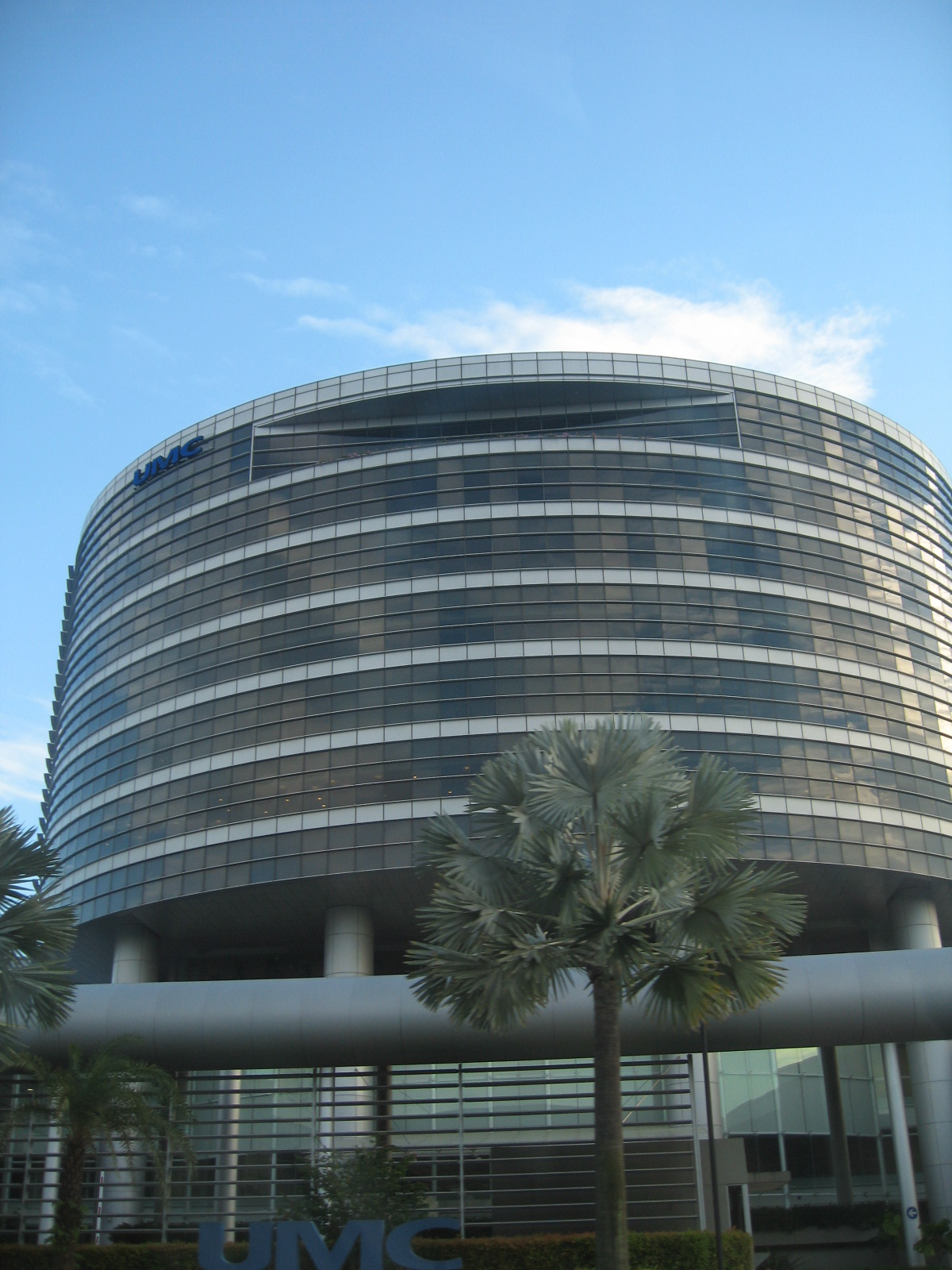
Der Sitz der United Microelectronics Corporation in Singapur: nach Medikamenten ist Mikroelektronik der singapurische Hauptexportartikel nach Portugal, von wo vor allem Schaltelemente und Fahrzeuge nach Singapur gehen

Das Handelsvolumen im Jahr 2016 zwischen Portugal und Singapur betrug 100,7 Mio. Euro (2015: 95,0 Mio., 2014: 80,5 Mio., 2013: 71,1 Mio., 2012: 76,4 Mio.), mit einem Handelsbilanzüberschuss von 10,8 Mio. Euro zu Gunsten Singapurs, im Vorjahr waren es noch 10,7 Mio. zu Gunsten Portugals (2014: 9,0 Mio., 2013: 42,5 Mio., 2012: 36,6 Mio.). Auf Grund von portugiesischen Flugzeugkäufen in Singapur im Jahr 2016 war die Bilanz daher für Singapur in dem Jahr positiv, nach traditionell negativer Handelsbilanz im Handel mit Portugal. 400 portugiesische Unternehmen waren 2016 im Handel mit Singapur tätig.
Im Jahr 2016 exportierte Portugal Waren im Wert von 44,9 Mio. Euro nach Singapur (2015: 52,9 Mio.; 2014: 44,7 Mio.; 2013: 57,1 Mio.; 2012: 56,5 Mio.), davon 57,6 % Maschinen und Geräte (vor allem elektronische Bauteile), 7,7 % chemisch-pharmazeutische Produkte, 4,3 % Fahrzeuge und Fahrzeugteile, 4,0 % Metallwaren und 3,8 % textile Verbundstoffe (v. a. Taue und Kabel).
Im gleichen Zeitraum lieferte Singapur Güter im Wert von 55,8 Mio. Euro an Portugal (2015: 42,1 Mio.; 2014: 35,1 Mio.; 2013: 14,6 Mio.; 2012: 19,9 Mio.), davon 46,2 % chemisch-pharmazeutische Produkte, 40,0 % Maschinen und Geräte, 6,2 % Kunststoffe und Gummi, 4,1 % Optische und Präzisionsgeräte, und 1,1 % Lebensmittel.
Damit stand Singapur für den portugiesischen Außenhandel an 56. Stelle als Abnehmer und an 58. Stelle als Lieferant, im singapurischen Außenhandel rangierte Portugal an 58. Stelle als Abnehmer und an 47. Stelle als Lieferant.
Die portugiesische Außenhandelskammer AICEP unterhält in Singapur ein Kontaktbüro an der portugiesischen Botschaft.

## Kultur

### Film
Filme aus beiden Ländern werden im jeweils anderen Ländern gezeigt, häufiger etwa beim Filmfestival des Europäischen Films in Singapur, wo zuletzt 2019 Peregrinação des portugiesischen Regisseurs João Botelho lief.
Gelegentlich kommt es auch zu gemeinsamen Filmproduktionen des Portugiesischen Films und des Kinos Singapurs, wie zuletzt etwa beim Jugendfilm Míng tian bi zuo tian chang jiu (2023).

### Andere
Das portugiesische Kulturinstitut Instituto Camões ist nicht in Singapur vertreten, vermittelt aber u. a. über seine Niederlassungen in Thailand und Indonesien. Der portugiesisch-singapurische Kulturaustausch findet daher vor allem über zivilgesellschaftliche Kulturinstitutionen statt, zudem vermittelt und fördert die portugiesische Botschaft in Singapur und richtet auch selbst kulturelle Veranstaltungen aus.
Zuletzt waren etwa die portugiesischen Autoren José Luís Peixoto (2018) und Miguel-Manso (2019) beim Singapore Writers Festival zu Gast. Auch Musiker aus Portugal sind immer wieder in Singapur zu Gast, etwa der Pianist Vasco Dantas (2018) oder die Hammerklavier- und Cembalospielerin Isabel Calado (u. a. 2016 und 2019).